# 通信簿〜SARUGANSEKI SINGLES〜
『通信簿〜SARUGANSEKI SINGLES〜』（つうしんぼ さるがんせき・シングルス）は、猿岩石の1枚目のベスト・アルバム。

## 解説
デビュー曲から8枚目までの全シングルの表題曲とカップリング曲3曲に「上を向いて歩こう」を加えた全12曲。初回生産は三方背BOX仕様。

## 収録曲
作詞：高井良斉（特記以外）
1. 白い雲のように
  - 作詞：藤井フミヤ　作曲：藤井尚之　編曲：松浦晃久
2. どうして僕は旅をしているのだろう
  - 作曲:尾上一平　編曲：松浦晃久
3. ツキ
  - 作曲：高見沢俊彦　編曲：松浦晃久
4. コンビニ
  - 作曲：兼元一也　編曲：CMJK
5. バイトの最後の日
  - 作曲：広瀬香美　編曲：亀田誠治
6. 君の青空
  - 作曲：宮崎歩　編曲：武沢豊・宮崎歩
7. 声が聴こえる
  - 作曲：後藤次利　編曲：亀田誠治
8. オエオエオ!
  - 作曲：Bro.KORN　編曲：CHOKKAKU
9. Christmas
  - 作詞・作曲：河村隆一　編曲：CHOKKAKU
10. 少年の羽根
  - 作曲：高橋研　編曲：亀田誠治
11. 君に会いに行こう
  - 作曲：兼元一也　編曲：亀田誠治
12. 昨日までの君を抱きしめて
  - 作詞・作曲：佐野元春　編曲：CHOKKAKU
13. 上を向いて歩こう
  - 作詞：永六輔　作曲：中村八大　編曲：久石譲